# Береговая полоса
Береговая полоса (также — береговая полоса водных объектов общего пользования) — в законодательстве Российской Федерации это полоса земли вдоль береговой линии водного объекта общего пользования, предназначенная для общего пользования.
Береговая полоса внутренних водных путей Российской Федерации — полоса земли шириной 20 метров от края воды вглубь берега в пределах внутренних водных путей Российской Федерации (расположенных за пределами населённых пунктов), используемая безвозмездно для работ, связанных с судоходством и сплавом.

## О понятии «береговая полоса»
В законодательстве Российской Федерации до 1 января 2007 года, в том числе в утратившем силу Водном кодексе Российской Федерации (от 16 ноября 1995 № 167-ФЗ), полоса суши вдоль берегов водных объектов общего пользования, предназначается для общего пользования, называлась бечевником.

## Водные объекты общего пользования
Водные объекты общего пользования — общедоступные поверхностные водные объекты, находящиеся в государственной или муниципальной собственности. Общедоступность заключается в том, что каждый гражданин вправе иметь доступ к водным объектам общего пользования и бесплатно использовать их для личных и бытовых нужд, если иное не предусмотрено федеральными законами. В соответствии с Водным кодексом РФ (статья 6 ВК РФ) не определяется береговая полоса болот, ледников, снежников, природных выходов подземных вод (родников, гейзеров).

## Размеры береговой полосы
Береговая полоса определяется для следующих водных объектов общего пользования:
1) моря или их отдельные части (проливы, заливы, в том числе бухты, лиманы и другие);
2) водотоки (реки, ручьи, каналы);
3) водоемы (озера, пруды, обводненные карьеры, водохранилища).
Ширина береговой полосы составляет двадцать метров, за исключением береговой полосы каналов, а также рек и ручьев, протяженность которых от истока до устья не более чем десять километров — для них ширина береговой полосы составляет пять метров.

## Береговая полоса как территория общего пользования
Береговая полоса является территорией общего пользования, которой беспрепятственно пользуется неограниченный круг лиц. Каждый гражданин вправе пользоваться (без использования механических транспортных средств) береговой полосой водных объектов общего пользования для передвижения и пребывания около них, в том числе для осуществления любительского и спортивного рыболовства и причаливания плавучих средств.
Обеспечение свободного доступа граждан к водным объектам общего пользования и их береговым полосам отнесены к вопросам местного значения муниципальных образований.
Запрещается приватизация земельных участков в пределах береговой полосы, а также земельных участков, на которых находятся пруды, обводненные карьеры, в границах территорий общего пользования. Договор аренды земельного участка, находящегося в государственной или муниципальной собственности и расположенного в пределах береговой полосы, заключается с пользователем водным объектом при условии обеспечения свободного доступа граждан к водному объекту общего пользования и его береговой полосе.

## Береговая полоса внутренних водных путей Российской Федерации как зона с особыми условиями использования
Береговая полоса внутренних водных путей Российской Федерации является зоной с особыми условиями использования. Особые условия пользования береговой полосой.предусматривают ограничения при осуществлении в пределах этой полосы хозяйственной деятельности, которые устанавливаются для обеспечения безопасности судоходства.
Бассейновые органы пользуются береговой полосой для выполнения работ по содержанию внутренних водных путей и судоходных гидротехнических сооружений.

## История
В Уставе путей сообщения, включённом в «Свод законов Российской империи» указывается:
"Узаконяемое пространство бечевника предоставляется в пользование судоходства безвозмездно:
для постройки, конопатки, осмолки и починки судов и плотов, для бечевой тяги судов и плотов,.. для подножного корма употребляемых к тяге лошадей, для причала, нагрузки и разгрузки судов, для складки товаров и снастей, для дневок, ночлегов и временного помещения судорабочих людей, для варения им пищи, равно и для всех, вообще надобностей судоходства.
По водяным путям общего пользования пространство земли вдоль берега, шириною, указанною в Уставе путей сообщения, но не свыше десяти сажен, составляет бечевник.
Советское законодательство сохранило преемственность выработанных норм в отношении бечевника:
«Вне черты городских поселений по берегам судоходных рек и озер на пространстве десяти саженей, считая от уреза воды, разрешаются безвозмездно:
а) бечевая тяга;
б) причал, нагрузка и выгрузка судов, если для этого не устроены специальные приспособления;
в) случайная зимовка и постройка временных зимовочных помещений».
Позже были приняты Постановление Совмина РСФСР от 31.01.1959 N 132 «О порядке использования береговой полосы для нужд промыслового рыболовства»,
Постановление Совмина СССР от 08.01.1981 N 24 (ред. от 08.10.1990) «Об утверждении Положения о землях транспорта»:
«Для работ, связанных с судоходством и сплавом на внутренних водных путях, вне населенных пунктов выделяется в установленном порядке береговая полоса. Земли береговой полосы не изымаются у землепользователей, но устанавливаются особые условия пользования этими землями в соответствии с действующим законодательством.
Особые условия землепользования не устанавливаются на участках береговой полосы, занятых гидротехническими и мелиоративными сооружениями, строениями, садами, виноградниками и другими ценными насаждениями, пашней, на приусадебных участках, а также на участках, укрепленных специальными сооружениями и насаждениями, и в охранных зонах железных, автомобильных дорог и магистральных трубопроводов».